# Zgodovina Nadžupnije Slovenske Konjice
Zgodovina Nadžupnije Slovenske Konjice.

## Zgodovina
Propadu rimskega cesarstva, v povezavi z vedno novimi vdori vzhodnih ljudstev (Huni, Vzhodni Goti, Langobardi, Obri, Slovani)
že pred letom 587, je sledil propad škofij na Ptuju (Poetovio), v Virinumu na Gosposvetskem polju, v Celju (Celeia) in Emoni, pod novim slovanskim valom pa pred letom 591 še zadnji antični škofiji v Teurniji (St. Peter in Holz pri Spittalu a.d. Drau) in Aguntum (Lienz) ob zgornji Dravi. Antična mesta so bila opustošena, večina staroselcev se je pričela umikati v odročne kraje ali pa še dalje proti zahodu. »Čiščenje prostora« je onemogočilo novoselcem obogatitev z dobrinami in dosežki prvotnih prebivalcev, ki so v mnogočem presegale njihove. Tudi na verskem področju je nastala nekaj desetletna prekinitev krščanstva.
Cerkvena organizacija je tako v stoletjih preseljevanja narodov na Slovenskem propadla, misijonski poskusi v 7. stoletju, s frankovske strani, so bili neuspešni zaradi nepoznavanja jezika, odpora do zahodnih germanskih sosedov ter globoke ukoreninjenosti navad, običajev in verovanj, ki so jih novoselci prinesli iz pradomovine ter so ostali prisotni še stoletja. K integraciji naših prednikov v krog takratnih evropskih narodov, je pripomogla ogroženost od nekdanjih soosvajalcev Obrov, ki so bili vojaško močnejši. Po letih samostojne države, plemenske zveze v času kralja Sama, so se sredi 8. stoletja pod knezom Borutom Karantanci povezali z Bavarci, kar jih je privedlo pod bavarsko in frankovsko nadoblast. 
Šele zlom obrske države, složen in vzajemen pristop Ogleja in Salzburga ter enotna frankovska država so ustvarili pogoje za kasneje uspešno misijonsko delovanje iz teh dveh cerkvenih središč, vendar je bilo potrebno cerkveno upravo na današnjem slovenskem prostoru organizirati na novo.

### Salzburg in karantanski misijon
Salzburška škofija, ki jo je s samostanom ustanovil prvi salzburški škof sv. Rupert, je imela po letu 743 prvenstveno mesto med bavarskimi škofijami (kar ji je zagotovil papež Zaharija), ter je bila leta 798 povišana v nadškofijo in metropolijo. Iz tega misijonskega središča se je širilo krščanstvo po zelo ljudomili irski metodi. Z nastopom kneza Hotimira, ki je bil skupaj s borutovim sinom Gorazdom krščen v samostanu na Chiemskem jezeru, okoli leta 744, se je začel karantanski misijon, s pravo inkulturacijo, saj so se misijonarji naučili jezika, ter ohranili stare običaje in navade, ki so jim postopoma dajali krščansko vsebino. 
Leta 796 je prišlo do razdelitve misijonskih področij med Salzburgom in Oglejem. 
S povečanjem in utrditvijo frankovske države v zadnji četrtini 8. stoletja se je začelo obdobje intenzivnega pokristjanjevanja s strani države, ki mu niti Cerkev ni mogla slediti, po veliko bolj rigoroznih, celo nasilnih metodah.

### Cerkvena organizacija južno od Drave
O organizaciji Cerkve v časih pokristjanjevanja in o prvotni formaciji krščanstva na slovenskem etničnem ozemlju vemo zelo malo. Gotovo so vsaj ob pomembnejših prometnicah v karolinški dobi, od 9. stoletja nastajale posamezne misijonarske postaje, skromne majhne cerkvice, ki so pač zadoščale za število vernikov. Misijonar je tedaj bil gost občestva, kjer se je mudil in deloval, dokler je bil pri njem. Prav te prve misijonarske postaje, ki so v madžarskih pohodih v prvi polovici 10. stoletja večinoma propadle, so bile neke vrste temeljni kamen prihodnjih stalnih misijonarskih središč, ki so ponekod že v 11., še bolj pa v 12. stoletju postale prve župnije. Ker so te postale matice župnijske organizacije v srednjem in še v novem veku, jih imenujemo pražupnije. To so bile s strani cerkve ozemeljsko zaokrožene enote, ki so imele sedež pri cerkvi s krstno in pogrebno pravico, nad katerimi je imel kanonične pravice krajevni škof ordinarij, ki je predlagal, potrjeval in umeščal duhovnike, zaščita cerkvenega premoženja (odvetništvo) pa je pripadala zemljiškemu gospodu. V frankovski državi sta imela glede češčenja svetnikov osrednje mesto sv. Peter in sv. Martin, njuno češčenje pa je prevzela tudi oglejska cerkev, v kateri pa so še posebej častili oglejska mučenca sv. Mohorja in Fortunata. Že v 9. stoletju sta obstajali vsaj misijonski postojanki oglejskega patriarhata, poimenovani po sv. Petru, v Šentpetru pri Ljubljani in Šempetru v Savinjski dolini, ter pražupnija sv. Mihaela pri Pliberku na Koroškem. Cerkvena organizacija na sedanjem slovenskem ozemlju je bila dokončno izoblikovana v času patriarha Pelegrina I. (1128-1161). V oglejskem delu, južno od Drave, je bilo 14. pražupnij, ki jih lahko, glede na približni čas ustanovitve, razvrstimo:
Pred madžarskimi vpadi v 9. stoletju: - Šempeter v Savinjski dolini, - Gornji Grad (sv. Mohor), - sv. Martin pri Slovenj Gradcu, Braslovče (Marija vnebovzeta) ;
10. stoletje: - Laško (sv. Martin), - Hoče (sv. Jurij) - Pilštanj (sv. Mihael), - Škale pri Velenju (sv. Jurij);
11. stoletje: - Slovenske Konjice (sv. Jurij) - Slivnica pri Mariboru (Marija vnebovzeta), - Ponikva (sv. Martin), Nova Cerkev (Sv. Lenart), - Videm ob Savi (sv. Rupert);
12. stoletje: - Rogaška Slatina (sv. Križ)

### Oglejski patriarhat
Starodavna rimska naselbina Oglej, ustanovljena leta 181 pred Kristusom, se je vedno bolj uveljavljala kot trgovsko in vojaško središče. V njem je že zelo zgodaj delovala krščanska skupnost, ki se je razširila in okrepila po Milanskem ediktu leta 313, vendar je bilo mesto v času vpadov na severni del Apeninskega polotoka sredi 5. stoletja porušeno. Še bolj tragične posledice je imel razkol v oglejski Cerkvi leta 553 in odcep od Rima, ki je trajal vse do leta 700. Prav to je bilo vzrok, da je Oglej tako malo storil za širjenje krščanstva med slovanskimi prebivalci. Še največ so storili misijonarji iz benediktinskega samostana v Štivanu, ustanovljenega v 6. stoletju, vendar se je to spremenilo v času patriarha Pavlina II. (787-802) in njegovih naslednikov. Iz teh časov je pomembna letnica 811, ko je v sporu med oglejskim patriarhom Ursom in salzburškim nadškofom Arnom frankovski vladar Karel Veliki (768-814) razsodil, da se Karantanija cerkvenoupravno razdeli tako, da je Salzburgu pripadlo ozemlje severno, Ogleju pa južno od reke Drave. 
To je pomenilo skoraj tisočletno razdelitev slovenskega ozemlja, vse do ukinitve oglejskega patriarhata leta 1751.
Konjiška župnija je morala biti dovolj ugledna in bogata, da so oglejski patriarhi nanjo v drugi polovici 13. in v dobršnem delu 14. stoletja naslavljali duhovnike iz svojega kroga, predvsem italijane in furlane, ter jih marsikdaj imenovali tudi za savinjske arhidiakone. Konjiška župnija je spadala pod patronat oglejskih patriarhov, vendar so nasledniki patriarha Bertolda Andeškega komaj kdaj obiskali svoje slovensko govoreče vernike, temveč so za izvrševanje cerkvenih opravil, za katere je potrebno škofovsko posvečenje, navadno imenovali škofe vikarje, ki so v njihovem imenu obiskovali župnije, opravljali vizitacije, nadzirali duhovništvo in sklicevali sinode, pa tudi birmovali, posvečevali duhovnike, blagoslavljali cerkve, oltarje, zvonove.
Potem, ko so med leti 1418 - 1420 Benečani zasedli Furlanijo, so se na sedežu patriarhata vrstili možje iz beneških patricijskih rodbin, ki pa skorajda niso več prihajali na slovensko stran. Patriarhat je bil namreč zatem razdeljen na dva dela: zahodni, furlanski del je spadal pod Beneško republiko, vzhodni, slovenski del, pa po izumrtju celjskih knezov in goriških grofov (1456 oziroma 1500), v celoti pod Habsburžane. Patriarhi so bivali na beneškem ozemlju, habsburška oblast pa jim praktično ni več dopuščala dostopa na slovenski del patriarhata. Zadnji, ki je pod patriarhom vizitiral slovenske kraje, je bil patriarhov koadjuktor Francesco Barbaro, ki je vizitacijo opravil leta 1593.Celo arhidiakoni so se odtlej v cerkvenih zadevah obračali na papeškega nuncija na Dunaju, ki je škofovske zadeve poverjal škofom iz avstrijskega ozemlja, največkrat so te naloge opravljali škofje iz Pična v Istri.

#### Savinjski arhidiakonat
Ker zelo obsežnega ozemlja oglejske nadškofije ni bilo mogoče učinkovito pastoralno voditi direktno iz Ogleja, je bilo ozemlje oglejskega patriarhata že v 11. stoletju razdeljeno na manjše enote in okrožja, ki so se imenovala arhidiakonati. Arhidiakonat je vodil arhidiakon, kot neposredni patriarhov zaupnik, poverjenec in namestnik. V 11. stoletju je imel oglejski patriarhat tri arhidiakonate, v 16. stoletju jih je bilo že sedem. Ozemlje konjiške župnije je spadalo k Savinjskemu arhidiakonatu. Ta je obsegal ozemlje med Savo in Dravo, na Pohorju in v Šaleški dolini ter proti izviru Savinje je mejil na Koroški (podjunski) arhidiakonat, z mejno reko Sotlo pa na Zagrebško nadškofijo. V listini iz 1323 se omenjajo samostani v Žičah, Jurkloštru, Gornjem Gradu, komenda na Polzeli ter župnije Hoče, Laško, Konjice, Škale, Pilštanj, Braslovče, Slivnica pri Mariboru, Nova Cerkev, Sv. Križ - Rogaška Slatina, in kapele ali vikariati v Gotovljah, Lovrencu na Dravskem polju, Spodnji Polskavi in Šmartnem pri Šaleku. Čeprav arhidiakoni niso imeli vseh škofovskih pooblastil, so skrbeli za cerkveno disciplino, nadzorovali duhovnike, skrbeli za urejeno bogoslužje. Razglašali so patriarhove odloke in bdeli nad njihovim izvajanjem. Leta 1173 se omenja konjiški župnik in dekan Sighard (Sigardo plebano de Gonuiz et tunc decano) , ki je imel pomembno funkcijo in naslov savinjskega arhidiakona. Za njim je še šest konjiških župnikov imelo naslov savinjskega arhidiakona oglejskega patriarhata. Služba arhidiakona je bila vezana na osebo in ne na kraj, tako da so bili arhidiakoni župniki v Laškem, Konjicah, Braslovčah, v Vidmu, Starem trgu... Šele po letu 1715 (do 1788) so bili naslovni savinjski arhidiakoni samo celjski opati. Zakramente, ki so zahtevali škofovska pooblastila (birmovanje, posvečevanje duhovnikov) je patriarh zaupal svojim namestnikom, škofom vikarjem. 
Župnije na Štajerskem, ki so upravno spadale v savinjski arhidiakonat, so bile tedaj razdeljene na štiri komisariate (Celje, sv. Barbara v Halozah, Slovenska Bistrica in Nova Cerkev) ter deset dekanatov: Laško, Konjice, Hoče, Vuzenica, Šmartno pri Slovenj Gradcu, Rogatec, Rogaška Slatina, Nova Cerkev, Slovenska Bistrica in Sv. Vid pri Ptuju, vseh župnij je bilo 61.

## Pražupnija Konjice
Že v letih 1085−1096 se je iz očitno preobsežno zasnovane hočke pražupnije izdvojila najprej konjiška pražupnija, vsaj leta 1146 pa še slivniška pražupnija. Vse tri so leta 1146 kot pražupnije prvič pisno omenjene v isti, do danes ohranjeni listini patriarha Pelegrina I. (1130-1161) iz Ogleja, ki omenja tudi desetino v tej župniji (partes decimarum olebium, Scilicet de Covnuwiz et Schliuniz...)

## Župnija in nadžupnija Konjice
Cerkev sv. Jurija v Konjicah bi bila lahko grajena že v času Heme Krške (Breško-Selške), kot lastniška, pobudo za njeno izgradnjo in za ustanovitev župnije pa gre pripisati konjiškim plemičem. Bila je patriarhatska, vendar preko odvetništva (ius advocatiae) povezana s konjiškim gradom in gospostvom, o čemer priča tudi neposredna bližina cerkve in gradu.
Naslednja omemba župnije (plebs de Gonviz) je iz leta 1173, ko je oglejski patriarh Ulrik II. potrdil zamenjavo župnijskih posesti pri Žičah za posest žičke kartuzije v Soteski pri Vitanju, ob tem se v listini omenja konjiški župnik in dekan Sighard.
Prvotno ozemlje pražupnije Konjice je bilo obsežno, morda celo nekoliko večje, kakor je sedanja konjiška dekanija.
Pražupnija Konjice je namreč poleg ozemlja sedanje dekanije obsegala tudi ozemlja sedanjih župnij Poljčane, Laporje, Studenice, Črešnjice, Stranice in Skomarje.

## Župnija Konjice v srednjem in novem veku, nove župnije
Do leta 1251 je konjiška župnija z Laporjem in Poljčanami segala vse do Ložnice, tega leta pa ju je župnik Peter (Plebanus sancti Georgii de Gonwiz) predal dominikanskemu samostanu v Studenicah v zameno za Tinje na Pohorju in Venčesl.
V papeškem desetinskem seznamu se leta 1296 Konjice navajajo z župnikom (Plebanus do Conuic), ter s popisom iz leta 1323.
V 13. stoletju je bila konjiška pražupnija še enotna, ob koncu srednjega veka in po letu 1500, pa so na njenem ozemlju pričele nastajati prve samostojne dušnopastirske postojanke.
Da je bila župnija pod direktno upravo patriarhata, je bilo izpričano že leta 1274, ko jo je dekan oglejskega kapitlja podelil Candidu de Varmo, ministrialu oglejske cerkve. Ker je to storil v času, ki je bil patriarhov sedež nezaseden (sede vacante), je novoizvoljeni patriarh Rajmund 15. nov. 1274 podelitev preklical in nameščenega župnika odstavil.
Tako je leta 1482, po resignaciji Henrika Regisa, s cesarjevo odobritvijo postal konjiški župnik Valentin Fabri, dotedanji dvorni kaplan, kasnejši savinjski in podjunski arhidiakon ter prošt v Dobrli vasi na Koroškem. V času fabrijevega delovanja (po obsežnih turških vpadih) je leta 1487 Konjice med tretjim vizitacijskim potovanjem škofa Petra Carlija iz mesta Caorle obiskal humanist in videmski laični kancler Paolo Santonino, ki je svoj obisk temeljito in natančno popisal v svojem popotnem dnevniku.
Konjiška župnija nikoli ni bila del leta 1462 ustanovljene Ljubljanske škofije, ki je na tem delu Štajerske obsegala župnije Svibno, župnijo Gornji Grad z vikariati Solčava, Ljubno, Rečica in Mozirje, župnijo Braslovče z vikariati Vransko, sv. Pavel pri Preboldu, Griže in Trbovlje ter župnijo Škale z vikariati sv. Martin pod Šalekom, Šoštanj, Vinska gora in Šentilj pri Velenju, ampak je bila podrejena direktno avstrijskim cesarjem. 

### Pod Žičko kartuzijo
Med leti 1707 in 1737 je bila župnija pod upravo Žičke kartuzije, tako je najstarejši konjiški zvon 19. aprila 1716 v Žički kartuziji blagoslovil Jurij Frančišek Ksaverij de Marotti, pičenski škof in novomeški prošt. Po razpustitivi kartuzije je bila župnija ponovno pod upravo avstrijskih cesarjev, ki so jo leta  1751 povzdignili v nadžupnijo.

## Delitev župnije na vikariate in kaplanije
Konjiška pražupnija z župnijsko cerkvijo sv. Jurija, je imela že pred letom 1251 več podružničnih cerkva: sv. Filipa in Jakoba v Laporju, sv. Križa v Poljčanah, sv. Janeza Krstnika v Čadramu in sv. Egidija v Zrečah. Do konca srednjega veka je bilo zgrajeno še veliko drugih cerkva, od katerih sedaj nista ohranjeni samo cerkvi sv. Križa pri Stranicah in sv. Pankracija v Jamniku.
Ker je bila župnija zelo velika, je konjiški župnik imel tudi pomočnike, katerim je zaupal delno duhovno oskrbo v starejših in pomembnejših podružnicah. Ti niso imeli določenega ozemlja in so župnijske pravice izvrševali le v omejenem obsegu, po navodilih župnika (npr. opravljali so nedeljske maše, podeljevali nekatere zakramente ipd.)  Že v srednjem veku so bile na ozemlju pražupnije ustanovljene nekatere bolj samostojne dušnopastirske postojanke, t. i. vikariati, ki so jih sprva upravljali duhovniki iz Konjic, pozneje pa so tam bivali in delovali stalni vikarji. Koncem srednjega veka sta tako nastala vikariata v Tinju (1332) in Črešnjicah (1402), ter kaplanije v Zrečah, Čadramu in Ločah.

### Nastanek novih župnij
Iz konjiške pražupnije je izšlo enajst župnij:
- v 12. stoletju je bila zidana župnijska cerkev Čadram - Oplotnica, sedanja cerkev je iz let 1895–1899; župnija ustanovljena leta 1756;
- 1251 - Poljčane, župnijska cerkev zidana v drugi polovici 12. stoletja, sedanja župnijska cerkev sv. Križa je iz leta 1895, izločena iz konjiške pražupnije in dodeljena slivniški pražupniji , leta 1760 ustanovljena župnija Poljčane;
- 1251 - Laporje, župnijska cerkev se omenja leta 1251, zidana leta 1374; leta 1911 posvečena apostoloma sv. Filipu in sv. Jakobu, izločena iz konjiške pražupnije in dodeljena slivniški pražupniji , okoli 1300 je bila ustanovljena župnija Laporje;
- 1732 - ustanovljena župnija Črešnjice, župnijska cerkev Naše ljube gospe rožnovenske;
- 1751 - ustanovljena župnija Loče, leta 1431 že omenjena župnijska cerkev, sedanja cerkev je bila zgrajena v 17. stoletju;
- 1766 - ustanovljena župnija Prihova, župnijska cerkev prvič omenjena 1464, posvečena leta 1766;
- 1770 - ustanovljena župnija Zreče, župnijska cerkev omenjena leta 1390; zidana 1640; leta 1988 dozidana in posvečena nova cerkev;
- 1785 - ustanovljena župnija Kebelj, župnija omenjena že 1251. župnijska cerkev grajena 1391, samostojna župnija od 1891;
- 1787 - ustanovljena župnija v Gorenju pri Zrečah, župnijska cerkev sv. Kunigunde je bila zgrajena okoli leta 1391;
- 1787 - ustanovljena župnija Sv. Jernej pri Ločah, župnijska cerkev sv. Jerneja omenjena leta 1405, zidana v 14. stoletju;
- 1782 - ustanovljena župnija Špitalič, župnijska cerkev zidana 1160–1190;
- 1789 - ustanovljena župnija Žiče, župnijska cerkev zidana leta 1308; sedanja leta 1661.

Šele za časa vladanja cesarice Marije Terezije (1740–1780) in njenega sina, cesarja Jožefa II. (1780–1790) je prišlo na cerkvenem področju do mnogih sprememb.

## Preoblikovanje lavantinske škofije in preselitev sedeža
Z nastalo cerkvenoupravno situacijo po ukinitvi oglejskega patriarhata in z ustanovitvijo Goriške nadškofije je bila sicer zadovoljna cesarica Marija Terezija, ne pa tudi njen sin Jožef II., ki jo je leta 1780 nasledil na cesarskem prestolu.
Ta je želel vse notranje avstrijske dežele združiti v enotno cekveno pokrajino (metropolijo) in ustanoviti graško nadškofijo, čemur pa je močno nasprotoval salzburški nadškof, tudi na splošno so bili salzburški nadškofi v cerkvenih krogih znani kot nekakšni »polpapeži«, ki so največkrat samovoljno in brez soglasja svetega sedeža imenovali škofe svojih sufraganskih škofij, kar se je v več primerih izkazalo pri Lavantinski in Sekovski škofiji.
Končno je nadškof le odstopil nekatere župnije na Štajerskem in Koroškem, ki so bile nato razdeljene Krški, Lavantinski in Sekovski škofiji (tj. predhodnici današnje graške škofije).
Lavantinska škofija je v procesu preoblikovanja, v letih 1787–1789, svojim tedanjim osmim župnijam priključila župnije celjskega okrožja na Štajerskem in  velikovškega okrožja na Koroškem, med njimi tudi konjiško nadžupnijo.
Do te razmejitve je bila Lavantinska škofija na robu slovenskega ozemlja in je šele z njo vstopila v slovensko zgodovino. Poleg domačih duhovnikov in duhovnikov iz Kranjske, Goriške in Furlanije, so od tedaj dalje v konjiški župniji delovali povečini tisti duhovniki, ki so se izobraževali na skupnem bogoslovju za krško in lavantinsko škofijo v Celovcu.
Ker je sedež škofije še naprej ostal v oddaljenem Šentandražu, so se kmalu nadaljevala prizadevanja za selitev škofijskega sedeža in preoblikovanje škofijskih meja, do česar je prišlo šele v času škofa Antona Martina Slomška, ki je uspel, se je lahko 4. septembra 1859 sedež škofije preselil v Maribor in da so se na novo določile meje mariborske, zgolj naslovno še lavantinske škofije. S preselitvijo škofijskega sedeža v Maribor je mesto dobilo tudi popolno bogoslovje.
Do nadaljnjih cerkvenoupravnih sprememb je prišlo po prvi svetovni vojni, ko je škofija poleg župnij Apače, Kapla na Kozjaku in Sv. Duh na Ostrem vrhu leta 1923 v apostolsko administracijo dobila tudi koroški dekaniji Dravograd in Črna ter prekmurski dekaniji Lendava in Murska Sobota.
Leta 1924 je papež izločil lavantinsko škofijo iz salzburške nadškofije in jo podredil neposredno Svetemu sedežu. Po drugi svetovni vojni se je škofija leta 1962 preimenovala v mariborsko-lavantinsko, dve leti kasneje pa je papež škofiji priključil ozemlja, ki so jih škofje od leta 1932 upravljali kot administratorji. Leta 1968 je bila škofija vključena v novoustanovljeno slovensko cerkveno pokrajino, s sedežem v Ljubljani.

## Pod Nadškofijo Maribor
Do zadnjega oblikovanja škofijskih meja je prišlo na začetku tretjega tisočletja, 7. aprila 2006 je papež Benedikt XVI. z bulo Sacrorum Antistites, škofijo povzdignil v mariborsko nadškofijo in metropolijo  , s sufraganskima škofijama Celje in Murska Sobota.